# Braziliaanse eekhoorn
De Braziliaanse eekhoorn (Sciurus aestuans)  is een zoogdier uit de familie van de eekhoorns (Sciuridae). De wetenschappelijke naam van de soort werd gepubliceerd door Linnaeus in 1766.